# Ferdinand Dahl
Ferdinand Dahl (ur. 17 lipca 1998) – norweski narciarz dowolny, specjalizujący się w slopestyle'u i big air.

## Kariera
Po raz pierwszy na arenie międzynarodowej pojawił się 14 grudnia 2014 roku w Skeikampen, gdzie w zawodach FIS Race zajął piąte miejsce w big air. W 2015 roku wystartował na mistrzostwach świata juniorów w Chiesa in Valmalenco, gdzie zajął 48. miejsce w slopestyle'u. W zawodach Pucharu Świata zadebiutował 14 stycznia 2017 roku w Font-Romeu, zajmując 59. miejsce w slopestyle'u. Pierwsze pucharowe punkty zdobył dwa tygodnie później w Seiser Alm, zajmując 16. miejsce w tej samej konkurencji. Na podium zawodów tego cyklu po raz pierwszy stanął 24 marca 2017 roku w Voss, kończąc rywalizację w big air na trzeciej pozycji. W zawodach tych wyprzedzili go tylko dwaj rodacy: Christian Nummedal i Birk Ruud. Najlepsze wyniki osiągnął w sezonie 2020/2021, kiedy zajął drugie miejsce w klasyfikacjach OPP oraz slopestyle'u. W 2018 wystartował na igrzyskach olimpijskich w Pjongczangu, gdzie był ósmy w slopestyle'u. W styczniu 2019 roku, podczas zawodów X Games rozgrywanych w amerykańskim Aspen, zdobył brązowy medal w konkursie slopestyle'u. Dwa lata później, podczas Winter X Games 25 w tej samej konkurencji był drugi.

## Osiągnięcia

### Igrzyska olimpijskie
| Miejsce | Dzień     | Rok  | Miejscowość | Konkurencja | Zwycięzca      |
| ------- | --------- | ---- | ----------- | ----------- | -------------- |
| 8.      | 18 lutego | 2018 | Pjongczang  | Slopestyle  | Øystein Bråten |

### Mistrzostwa świata
| Miejsce | Dzień    | Rok  | Miejscowość | Konkurencja | Zwycięzca        |
| ------- | -------- | ---- | ----------- | ----------- | ---------------- |
| 23.     | 2 lutego | 2019 | Park City   | Big Air     | Fabian Bösch     |
| 13.     | 6 lutego | 2019 | Park City   | Slopestyle  | James Woods      |
| 13.     | 13 marca | 2021 | Aspen       | Slopestyle  | Andri Ragettli   |
| 27.     | 16 marca | 2021 | Aspen       | Bir Air     | Oliwer Magnusson |

### Puchar Świata

#### Miejsca w klasyfikacji generalnej
- sezon 2016/2017: 75.
- sezon 2017/2018: 16.
- sezon 2018/2019: 34.
- sezon 2019/2020: 141.

Od sezonu 2020/2021 klasyfikacja generalna została zastąpiona przez klasyfikację Park & Pipe (OPP), łączącą slopestyle, halfpipe oraz big air.
- sezon 2020/2021: 2.

#### Miejsca na podium w zawodach
1. Voss – 24 marca 2017 (big air) – 3. miejsce
2. Font-Romeu – 23 grudnia 2017 (slopestyle) – 2. miejsce
3. Snowmass – 13 stycznia 2018 (slopestyle) – 2. miejsce
4. Silvaplana – 3 marca 2018 (slopestyle) – 3. miejsce
5. Stubai – 23 listopada 2018 (slopestyle) – 3. miejsce
6. Mammoth Mountain – 10 marca 2019 (slopestyle) – 2. miejsce
7. Stubai – 21 listopada 2020 (slopestyle) – 3. miejsce
8. Silvaplana – 27 marca 2021 (slopestyle) – 2. miejsce
9. Stubai – 20 listopada 2021 (slopestyle) – 3. miejsce